# ایرآی اینلت
ایرآی اینلت (به انگلیسی: Aireys Inlet) یک شهرک در استرالیا است که در ویکتوریا (استرالیا) واقع شده‌است.